# Tecniche di in vivo imaging
Tecniche per l'in vivo imaging della cellula vegetale.
Le tecniche di in vivo imaging consentono di approfondire lo studio su particolari interazioni fra proteine, sulla loro funzione e localizzazione; esse consentono anche di visualizzare i diversi compartimenti cellulari e determinarne dimensioni, forma, mobilità ed eventuali fenomeni di dinamismo e risposta ambientale. 
Questo tipo di tecniche si dividono principalmente in due categorie: quelle che utilizzano proteine con fluorescenza intrinseca, come GFP e RdFP, o che sfruttano i fenomeni di bioluminescenza, come luciferina o equorina, e quelle che fanno uso di sonde fluorescenti. Per sonda fluorescente si intende un colorante fluorescente o una sonda molecolare, generalmente indicati come fluorofori, usati per evidenziare regioni specifiche o per rispondere ad un determinato stimolo.
La bioluminescenza è un fenomeno di produzione di luce operata da fotoproteine presenti in alcuni organismi. L'utilizzo di tali proteine non richiede illuminazione e l'intensità luminosa emessa è generalmente bassa. Le più note proteine bioluminescenti sono la Luciferasi e l'Equorina. 
La Luciferasi catalizza l'ossidazione della Luciferina: il risultato è l'emissione di luce con la formazione di oxiluciferina. 
L’Equorina, invece, è una fotoproteina composta da due unità distinte, l'apoproteina, con un peso molecolare di circa 22 kDa, e il gruppo prostetico coelenterazine, una molecola appartenente alla famiglia delle luciferine. In presenza di ossigeno molecolare le due componenti interagiscono spontaneamente, formando la proteina funzionale. Solitamente l'Equorina è utilizzata per lo studio del ruolo dello ione Ca2+ e per il monitoraggio spazio e tempo-specifico dei cambiamenti della sua concentrazioni che si verificano nella cellula. L'Equorina può essere clonata in costrutti ricombinanti che consentono di misurare le variazioni di Ca2+ nei vari distretti cellulari (RE, mt, citoplasma, nucleo…). Il cambiamento conformazionale dell'apoproteina indotto dallo ione Ca2+, porta alla perossidazione del coenzima, che provoca l'emissione di luce blu.
La proteina GFP è usata per studi di diverso genere: essa è impiegata sia in costrutti che sfruttano la sua proprietà di autofluorescenza, sia come uno dei componenti delle sonde molecolari.
Le tecniche che usano GFP consentono l'analisi dell'organizzazione intracellulare e dei fenomeni di dinamismo di organuli e proteine. 
La fusione di GFP con proteine dalla funzione nota o sconosciuta hanno consentito di rilevarne la localizzazione ed eventuali spostamenti  da uno compartimento verso un altro. Per effettuare questo tipo di analisi la sequenza codificante della GFP viene fusa con la sequenza 5' o 3' del gene d'interesse. Questo consente la produzione di una pianta transgenica stabile in grado di sintetizzare una proteina chimerica espressa solo in determinati distretti. La formazione di una proteina chimerica di questo tipo consente anche di determinare eventuali spostamenti in seguito a stimoli ambientali o eventi inerenti allo sviluppo. 
L'uso della GFP e delle sue varianti con differenti proprietà spettrali sono state anche impiegate per visualizzare le strutture intracellulari e per determinarne le caratteristiche. La visualizzazione di alcune strutture, come il nucleo e la parete cellulare, può essere effettuata mediante analisi microscopica semplice della GFP. L'identificazione di altri organelli o strutture può tuttavia richiedere un'analisi più accurata: un metodo impiegato è quello di sovrapporre l'immagine ottenuta analizzando la fluorescenza di proteine specifiche di un determinato compartimento con quella derivata dall'uso della GFP. Per esempio, la co-localizzazione del segnale della GFP con quello rosso dell'autofluorescenza della clorofilla può consentire la visualizzazione del cloroplasto. 
Esistono diverse tecniche di in vivo imaging che si avvalgono della GFP e delle sue varianti: fra queste vi sono la FRET, la FRAP e la FLIP. 
Il meccanismo della FRET, o Fluorescence Resonance Energy Transfer, sfrutta la presenza di due molecole fluorescenti, dette donatore e accettore. Il donatore può essere eccitato ad una specifica lunghezza d'onda. Tale molecola emette energia che, a sua volta, può essere trasmessa all'accettore, in grado di emettere una fluorescenza visualizzabile dall'operatore. Tale processo avviene in modo ottimale solo se le due molecole sono a distanza ragionevolmente ristretta (<100 Ǻ). Tuttavia ci sono alcune limitazioni all'uso di questa tecnica: da una parte, infatti, lo spettro di emissione del donatore e quello di assorbimento dell'accettore devono avere un'ampia sovrapposizione (in caso contrario il trasferimento di energia sarebbe nullo); dall'altra è invece necessario che i due spettri di emissione non siano sovrapponibili, altrimenti la rilevazione dell'emissione dell'accettore presenterebbe un elevato rumore di fondo relativo alla contemporanea emissione delle due proteine. La FRET può essere impiegata per numerosi studi cellulari. Essa infatti consente di analizzare le interazioni fra due proteine, monitorare i cambiamenti conformazionali all'interno di una molecola o studiare l'attività delle proteasi: mentre nei primi due casi si assiste alla scomparsa dell'emissione del donatore e alla comparsa dell'emissione dell'accettore, nel terzo caso la reazione di proteolisi ha l'effetto opposto a causa della perdita d'interazione fra donatore e accettore. Inoltre la FRET intramolecolare è anche utilizzata per saggiare cambiamenti di concentrazione dello ione Ca2+, per esempio nelle cellule di guardia di A. thaliana (Yellow-cameleon-2). Il costrutto utilizzato per saggiare la concentrazione di Ca2+ è composto da CFP e YFP usate rispettivamente come donatore e accettore, la calmodulina usata per legare il Ca2+ e la proteina lega calmodulina M13. Quando il Ca2+ si lega alla calmodulina viene indotto da M13 un cambio conformazione che porta all'avvicinamento di CFP e YFP permettendo quindi il cambiamento di segnale emesso.
Le FRAP e la FLIP sfruttano il fatto che le molecole fluorescenti vengono inattivate se irradiate. Con queste tecniche si può esaminare se due organuli sono in collegamento fra loro.
La FRAP, o Fluorescence recovery after photobleaching, è basata sul principio dell'osservazione del tasso di recupero della fluorescenza dovuto al movimento di un indicatore fluorescente in una zona della membrana che contiene questo stesso indicatore che è stato reso precedentemente non fluorescente mediante un impulso intenso di un laser. Se i due compartimenti sono collegati, si assisterà ad un recupero della fluorescenza, se risultano essere invece isolati non si assiste a tale evento. Questa tecnica è stata usata per dimostrare il traffico di vescicole tra il RE e il Golgi.
La FLIP è una tecnica derivata dalla FRAP che consiste nell'uso prolungato del laser in una regione determinata. Tutte le regioni della cellula che sono collegate alla zona in cui la molecola fluorescente è inattivata perderanno gradualmente la fluorescenza a causa della mobilità della proteina inattivata stessa. La FLIP è stata usata per dimostrare la connessione dei cloroplasti mediante gli strobili (sbiancando gli strobili si assiste ad un graduale sbiancamento dei cloroplasti).